# جوران فلودستروم
جوران فلودستروم (مواليد 27 يناير 1953) هو مبارز بالسيف سويدي، مثّل بلاده في الألعاب الأولمبية الصيفية 1976.

## روابط رياضية
جوران فلودستروم على موقع أوليمبيديا (الإنجليزية)
- جوران فلودستروم على موقع اللجنة الأولمبية السويدية (السويدية)